# あなたのそばに (テレビドラマ)
あなたのそばに（朝鮮語: 당신 옆이 좋아、英語: To Be With You）は、2002年7月1日から2003年1月31日にかけて放送された、韓国放送公社 (KBS) 1TV日日連続劇枠の連続テレビドラマ。

## あらすじ
1970年代の市場を舞台に、ハン家の姉妹、姉ハン・ムンヒ（ハ・ヒラ）と妹ハン・ジェヒ（チョン・ヘヨン）、ムンヒの初恋の人チェ・ミンソン（イ・ジェリョン）を軸に人間模様を描く。

## 概要
1998年3月まで放映されたKBS1TV日日連続劇『情のために（정 때문에）』以後、出産と育児のために放送への出演を中断していたハ・ヒラのテレビドラマ復帰作として話題を集め、また、チェ・スジョンとチェ・シラの主役共演を前面に出した『人の家（사람의 집）』（1999年）以来3年ぶりに「スター性」がある俳優を主演で起用した作品であった。主演のハ・ヒラは放送復帰前の最後の作品だった『情のために』で共演したイ・ジェリョンと、再び夫婦役で息の合ったところを見せた。

### 放送開始の遅れと放送序盤
この作品は、本来の題名は「ムンヒの姉妹（문희의 자매들）」と予定されていた。当初は、2002年4月29日に初回が放映される予定だったが、ハ・ヒラ以外の主な配役を引き受ける俳優の交渉が難航し、7月1日にようやく放送が始まった。 このため、同枠の前作でハン・ジンヒとキム・ヘスクが主演した『愛はこんなもの（사랑은이런거야）』の制作が延長された。
放映最初の週には、前作『愛はこんなもの』の高い人気とハ・ヒラ効果を前面に出して比較的善戦したが、「情感はあるが、多少くすんでいる」という批判もあり、第2週以後からは刺激的な内容で1週間前から放送が始まっていたMBCの『人魚姫（인어 아가씨）』に、視聴率競争の主導権を奪われた。現実には2児の母であるハ・ヒラが、ドラマの序盤で女子高生役を演じることに視聴者から不満が出たため、製作スタッフは彼女が演じる主人公ハン・ムンヒの女子高生時代の部分を圧縮して、急遽、成人してからのエピソードの部分を前倒しにして制作した。
放送開始の遅れもあって、このドラマで主役のカップルとして出演したハ・ヒラとイ・ジェリョンそれぞれの配偶者であるチェ・スジョンとユ・ホジョンが、同じく7月からKBS第2テレビジョンで放送が始まった連続時代劇ドラマ『太陽人イ・ジェマ（태양인 이제마）』にカップルで出演しており、話題となった。

### 内容の修正と放送の延長
妹ハン・ジェヒが姉ハン・ムンヒの男友達チェ・ミンソンを奪うためにプロポーズするという内容が批判を受け、初恋の人を妹と結婚させるという痛みを経て事業家として成功する女主人公ハン・ムンヒが、恋人チェ・ミンソンとの愛を成就させるという内容に台本が変更された。
『あなたのそばに』は、全120回の予定であったが、結果的には26回分延長されて、全146回に変更された。当初2003年1月中旬に放映終了の予定だったが、後続作の『黄色いハンカチ（노란 손수건）』のキャスティングが難航する事態が生じたため延長された。

## 視聴率
放送開始から2週間は、同じ時間帯に放送されていた文化放送 (MBC) の『人魚姫』の牙城を崩せず、同時間帯の2位にとどまっていたが、10月に視聴率が20%を超え、放映終了までずっと週間視聴率10位圏に入り続けた。
最高視聴率は、MBCが韓国対アルゼンチンの青少年サッカーのテストマッチを中継放送したため『人魚姫』が放映されなかった2002年8月22日に記録した30.1%（TNSメディアコリア調べ）であった。